# Hisarna
Hisarna, Isarna ou Hisarnis (150-210), por vezes referido como "aquele que é de ferro", foi, segundo a Gética de Jordanes, um rei gótico da dinastia dos Amalos do século III. Pertenceu a quinta geração dinástica, sendo filho do rei epônimo Amal e pai de Ostrogoda, o rei epônimo dos ostrogodos.
Segundo Hyun Jin Kim, Hisarna configura-se, tal como vários membros dos Amalos, como um herói mítico não-histórico. Tanto o dinamarquês Arne Søby Christensen quando o austríaco Herwig Wolfram argumentam que o nome Hisarna tem origem céltica e provavelmente representa o elemento céltico possivelmente presente na etnogênese dos godos.